# Évange
Ne doit pas être confondu avec Évrange.
Évange est une ancienne commune française du département de la Moselle, elle est rattachée à celle de Breistroff-la-Grande depuis 1810.
Ses habitants sont appelés Iewénger en francique lorrain.

## Géographie
La localité d'Évange est située dans le Nord du pays thionvillois, à 16 km au Nord-Est de Thionville et à 2,4 km au Sud-Est de Breistroff-la-Grande.
Partiellement situé en zone inondable, ce hameau est traversé par le ruisseau de Breistroff et est délimité au Nord par la forêt appelée Ewinger Busch.

## Toponymie
En allemand : Evingen et Ewingen. En francique lorrain : Iewéngen et Iewéng.
Anciennes mentions : Effingen (1450), Evyngen (1473), Eyfingen (1537), Elfingen (1572), Ewinges et Euwingen (1681), Eving (1756), 
Evange (1793), Évange (1845), Evingen nommé Evange (1863), Ewingen (1871-1918).
Étymologie : le toponyme Évange dérive du nom patronymique germain Effo suivi du suffixe -ingen francisé en -ange.

## Histoire
Village de la seigneurie de Cattenom ; siège d'une justice haute, moyenne et basse ; Évange a également fait partie de la mairie de Hagen et de la paroisse d'Usselskirch.
Cette localité est mentionnée dans plusieurs dénombrements de feux fiscaux de la prévôté de Thionville.
Chef-lieu communal après 1789, Évange est réuni à la commune de Breistroff-Grande par décret du 9 février 1810.

## Démographie
| 1800 | 1806 |
| ---- | ---- |
| 48   | 58   |

En 1817, il y a 60 habitants répartis dans 8 maisons et en 1844, la population est de 76 personnes réparties dans 9 maisons.

## Économie
Au début du XXIe siècle, l'économie d'Évange est essentiellement concentrée sur des activités agricoles ; sachant que ce hameau avait en 1817 un territoire productif de 252 hectares dont 18 en bois.

## Monuments
- Bildstock, érigé en 1540 et mesurant une hauteur totale de 4,35 m, il se compose d'un socle carré, d'un fût octogonal, de quatre niches de style gothique flamboyant dans lesquelles il y a plusieurs saints, d'une toiture à double bâtière, le tout étant surmonté d'une croix fleurdelisée et percée au milieu[10]
- Oratoire, dans lequel un Christ en croix a été volé en avril 1970[10]

## Linguistique
Le dialecte francique de Rodemack diffère très peu de celui parlé à Esing, Faulbach, Semming, Fixem, Évange, Boler, Basse-Parthe, Haute-Parthe et Boust. Ces 10 localités ont à peu près le même vocalisme et le même nombre de diphtongues (le dialecte de Rodemack en a 10), elles forment ainsi une petite aire linguistique et seul quelques mots sont différents à l'intérieur de cette aire.
Par ailleurs, la diphtongue [ëu] existante à Évange, correspond à la voyelle longue [ö] existante à Breistroff-la-Grande. Autrement dit, la diphtongue [ëu] existe dans le dialecte d'Évange mais n'existe pas dans le dialecte de Breistroff-la-Grande.